# Doug Sims
Hollis Douglas "Doug" Sims (nacido el 29 de junio de 1943 en Elba, Alabama) es un exjugador de baloncesto estadounidense que jugó una temporada en la NBA. Con 2,01 metros de estatura, jugaba en la posición de alero.

## Trayectoria deportiva

### Universidad
Jugó cuatro temporadas en los Golden Flashes de la Universidad Estatal de Kent, promediando en su última temporada 12,7 puntos por partido, lo que le valió para ser incluido en el segundo mejor quinteto de la Mid-American Conference.

### Profesional
Tras no ser elegido en el Draft de la NBA de 1967, fichó como agente libre por los Cincinnati Royals, con los que únicamente disputó cuatro partidos, en los que promedió 1,0 puntos y 1,0 rebotes, siendo despedido en el mes de noviembre.

## Estadísticas de su carrera en la NBA

### Temporada regular
| Temporada | Edad | Equipo            | Liga | P | TIT | MIN | TC  | TCA | %TC  | 2P  | 2PA | %2P  | TL  | TLA | %TL | REB | ASIS | FP  | PTS |
| 1968-69   | 25   | Cincinnati Royals | NBA  | 4 |     | 3.0 | 0.5 | 1.3 | .400 | 0.5 | 1.3 | .400 | 0.0 | 0.0 |     | 1.0 | 0.0  | 1.0 | 1.0 |
| Total     |      |                   | NBA  | 4 |     | 3.0 | 0.5 | 1.3 | .400 | 0.5 | 1.3 | .400 | 0.0 | 0.0 |     | 1.0 | 0.0  | 1.0 | 1.0 |